# カーネーション革命
カーネーション革命（カーネーションかくめい、ポルトガル語: Revolução dos Cravos）は、1974年にポルトガルで発生した軍事クーデター。この革命はヨーロッパ最長の独裁体制「エスタド・ノヴォ」（Estado Novo：新国家）をほとんど無血に終わらせた。カーネーションが革命のシンボルとなったのでこのように呼ばれる。別名「4月25日（25 de Abril）」、「リスボンの春」。

## 背景
1933年に成立したアントニオ・サラザールによる独裁体制は40年以上続いたが、1961年以来植民地のアンゴラ、モザンビーク、ギニアビサウではソビエト連邦とキューバに支援された独立革命軍との植民地戦争が続いていたため、戦費が財政を圧迫し、1950年代から60年代にかけて重工業化が推進されたのにもかかわらず、経済状況が悪化、国民が生活苦のためにフランスや西ドイツ等のヨーロッパ諸国に流出した結果、ポルトガルの地位は西ヨーロッパ最貧国と呼ばれるまでに転落した。
植民地を維持するための戦費は国費の40%に達したが成果はなかったばかりか、植民地から流入する住民により失業率が悪化。スラム街が拡大し、国民の文盲率は38%に達するなど国力は低下し続けた。
1968年にサラザールが事故で一線を退き、後継のマルセロ・カエターノは当初民主化を進める意思を見せたものの、すぐに独裁体制を維持する姿勢に翻意した。主としてポルトガル領ギニアで泥沼の植民地戦争に服務し、危機感を抱いた国軍の青年将校たちは、1973年9月にオテロ・デ・カルヴァーリョ大尉を中心として「大尉運動」を結成し、1974年3月に「国軍運動（MFA）」に改組、アントニオ・デ・スピノラ大将を担いで体制変革を目指すようになった。

## 決起
1974年4月25日早朝、カルヴァーリョ大尉に指揮されたMFAは、首都リスボンで決起し、市内の要所を占拠した。逃げ込んだ共和国警備隊本部を包囲されたカエターノは為す術もなく投降し、スピノラ大将に権力を委譲した。流血はほとんどない無血クーデターだった。カエターノと保守派のアメリコ・トマス大統領（海軍出身）は、翌26日に飛行機でマデイラ島に移送された。その後、MFAを中核とする救国軍事評議会が結成され、スピノラ大将は近く臨時政府を組織すると発表した。こうして革命の成功を知ったリスボンの街角は花束で飾られ、市民たちはカーネーションを手に兵士たちと交歓した。革命軍兵士たちは銃口にカーネーションの花を挿した（現在ポルトガルでは4月25日は「自由の日」として国民の祝日となっている）。

## クーデターの流れ
1974年5月15日、臨時政府が成立し、スピノラ大将が臨時大統領に就任した。しかし、実際に革命を主導したMFAとの溝が深まり、9月30日にスピノラは大統領を辞任、フランシスコ・ダ・コスタ・ゴメス大将が大統領に就任して、中立的な政権運営を行った。
1975年3月11日、権力を奪回しようとスピノラはクーデターを起こしたが失敗、スペインに亡命した。直ちに共産党と結んだMFA左派の将校達によって革命評議会体制が確立され、臨時政府には社会党や共産党の人士も参加した。だが主導権はMFAにあり、主要産業の国有化や農地改革など社会主義的な政策を採った。
1975年から1976年までの各派閥の権力闘争は熾烈を極め、当初はMFAを主導し共産党と結んだカルヴァーリョや、革命初期の首相ヴァスコ・ゴンサルヴェス、そして共産党書記長のアルヴァロ・クニャルが主導権を握り、大資本の国有化や農地改革が行われたが、1975年の議会選挙で社会党が第一党になると、社会党と共産党の対立が激化し、最終的に中道左派路線を掲げる社会党が勝利してMFA左派と共産党勢力は、1975年11月までに追放された。1976年には総選挙と大統領直接選挙が実施され、MFA穏健派出身のアントニオ・エアネス大将が大統領に就任して、革命はようやく終結した。